# Yuexialaoren
Yuexialaoren is een Chinese taoïstische god. Zijn taak is om het huwelijk tussen man en vrouw te regelen. Het is dus een soort koppelaar. De god wordt afgebeeld met een lange witte baard en een rood gezicht. In zijn linkerhand houdt hij een boek dat kans op liefde tussen twee mensen voorspelt. In zijn rechterhand heeft hij een wandelstok.

## Mythe
Op het jaarlijkse Qixifeest maakt de godin Qixingniangniang (七星娘娘) koppels van alleenstaande mannen en vrouwen. De namen van deze paren noteert zij en rapporteert deze aan Yuexialaoren. Naar het geslacht, goedheid en gezelligheid van de persoon bepaalt hij passende partners voor de alleenstaanden. Vervolgens bindt hij een rode draad om de voet van iemand en zijn of haar passende partner.

## Tempels
Er bestaan niet veel specifieke tempels van Yuexialaoren, maar wel aparte zalen van hem in andere tempels. In Taiwan hebben de Lungshantempel, Jhaomingtempel/Qingrentempel (情人廟), Yuexialaorentempel (月下老人廟), Riyuetanlongfengtempel (日月潭龍鳳宮) in Nantou en de Wutempel van Kaohsiung (高雄市武廟) een beeld van Yuexialaoren.